# B&R
B&R Industrial Automation GmbH (B&R) — европейский производитель компонентов промышленной автоматизации.
В июле 2017 года компания B&R была приобретена корпорацией ABB .

## Продукция
- Программируемые логические контроллеры (ПЛК)
- Системы распределённого ввода-вывода
- Промышленные компьютеры
- Панели оператора
- Сервоприводы
- Шаговые приводы
- Преобразователи частоты
- Синхронные двигатели
- Шаговые двигатели
- Системы Безопасности Safety
- Распределённая система управления APROL
- Мотор-редукторы

## B&R в России
На территории России B&R имеет официальное представительство в Москве в лице компании ООО «Б+Р Промышленная Автоматизация». Поставка оборудования и техническая поддержка осуществляется через центральный и региональные офисы. Имеется региональные представительства в Санкт-Петербурге, Екатеринбурге, Уфе и Тюмени.

## Ключевые партнёры
Продукция B&R используется в различных отраслях промышленности как производителями машин, так и конечными заказчиками (через системных интеграторов).
Основные зарубежные партнёры: Alstom, Andritz, GE Jenbacher (автоматизация объектов энергетики), Bombardier (автоматика железных дорог), BMW (системы автоматизации на заводе в Лейпциге), OMV, Krones, VoestAlpine, Nestle.
Основные партнёры РФ: Сургутнефтегаз, Роснефть, ОЗНА, НПК «Грасис».
Основные партнёры в РБ: ООО "Плутон Групп"